# Sam pravm
sam pravm (stilizirano z malo začetnico) je studijski album slovenske postpunk glasbene skupine Balans, ki je izšel 11. novembra 2020 pri založbi Kapa Records. Celokupno je šesti album skupine po vrsti, je pa prvi, na katerem so uporabljeni posneti bobni Jana Kmeta in ne ritem mašina. Je tudi prvi, ki je bil posnet v snemalnem studiu (in zato ni posnet v lo-fi kot skupinine prejšnje izdaje), in prvi, ki ni bil izdan pri založbi ŠOP Records.
Pesem "Njam njam" je bila na Radiu Študent izbrana za RŠ hit, uspešnico tedna, na Radiu Terminal pa je bil album izbran za "plato tedna".

## Kritiški odziv
V recenziji za Mladino je Jaša Bužinel napisal, da na skupininem "četrtem, a prvem polnokrvnem studijskem albumu, ki prinaša obrat proti bolj dodelani zvočni sliki, prepoznamo sledi Tožibab in Otrok socializma, pa tudi Čao pičk in Vie Ofenzive," ter pripomnil, da "[v]ečplastna poetična besedila in zajebantske reference v slovenščini [...] dodatno začinijo že tako fino poslušalsko izkušnjo". Za Radio Študent je Luka Hreščak pripomnil: "Z albumom sam pravm se je za zasedbo ustvarila čisto nova zvočna dimenzija, nešteto novih možnosti za nadaljnje ustvarjanje. Skratka, zdi se, da gre za zelo pomemben in prelomen del bendove diskografije."
Na Radiu Študent je bil album uvrščen na 2. mesto na seznam Domače naj Tolpe bumov™ leta 2020, seznam najboljših slovenskih albumov leta (že drugo leto zapored – leta 2019 je na drugem mestu pristal album A vam je jasno). Na mednarodnem portalu Beehype pa je bil izbran za najboljši album iz Slovenije, ki je bil izšel leta 2020.

### Priznanja
| objava        | uvrstitev | seznam                            |
| ------------- | --------- | --------------------------------- |
| Radio Študent | 2.        | Domače naj Tolpe bumov™ leta 2020 |
| Beehype       | 1.        | Best albums of 2020               |

## Seznam pesmi
Vse pesmi sta napisala Kristin Čona in Andrej Pervanje.
| Št. | Naslov           | Dolžina |
| --- | ---------------- | ------- |
| 1.  | „Uganka‟         | 3:10    |
| 2.  | „Koprive‟        | 2:48    |
| 3.  | „Če bi mi‟       | 2:48    |
| 4.  | „Prišla je sama‟ | 4:12    |
| 5.  | „Dežuje‟         | 2:53    |
| 6.  | „Sam naprej‟     | 3:22    |
| 7.  | „Kar ne poznam‟  | 2:45    |
| 8.  | „Pesjan‟         | 4:16    |
| 9.  | „Njam njam‟      | 3:55    |
| 10. | „Faking keš‟     | 5:02    |

## Osebje
Balans
- Kristin Čona – vokal, bas kitara, kitara
- Andrej Pervanje – vokal, bas kitara, kitara
- Jan Kmet – bobni
- Alessandro di Giampietro – avdio podoba na nastopih v živo

Tehnično osebje
- Alessandro di Giampietro – fotografija
- Jan Kmet – oblikovanje
- Jure Anžiček – snemanje, miks, mastering